# 大渡口区
大渡口区（だいとこうく）は中華人民共和国重慶市に位置する市轄区。

## 歴史
区名は清代道光・光緒年間に長江渡し舟が設置されたことより大渡口と命名された。

## 行政区画
下部に5街道、3鎮を管轄する。
- 街道
  - 新山村街道、躍進村街道、九宮廟街道、茄子渓街道、春暉路街道
- 鎮
  - 八橋鎮、建勝鎮、跳磴鎮

## 経済
- 重慶長鵬実業(集団)有限公司と豊田通商がEV充電インフラ事業推進へ向け推進。[1]

## 交通

### 鉄道
- 重慶軌道交通
  - 2号線
  - 5号線
  - 18号線
  - 江跳線

### 道路
- 高速道路
  -  蘭海高速道路

## 健康・医療・衛生
- 重慶市大渡口区中医院
- 重慶総医院
- 大渡口区人民医院